# Ministry of National Unity and Civic Engagement

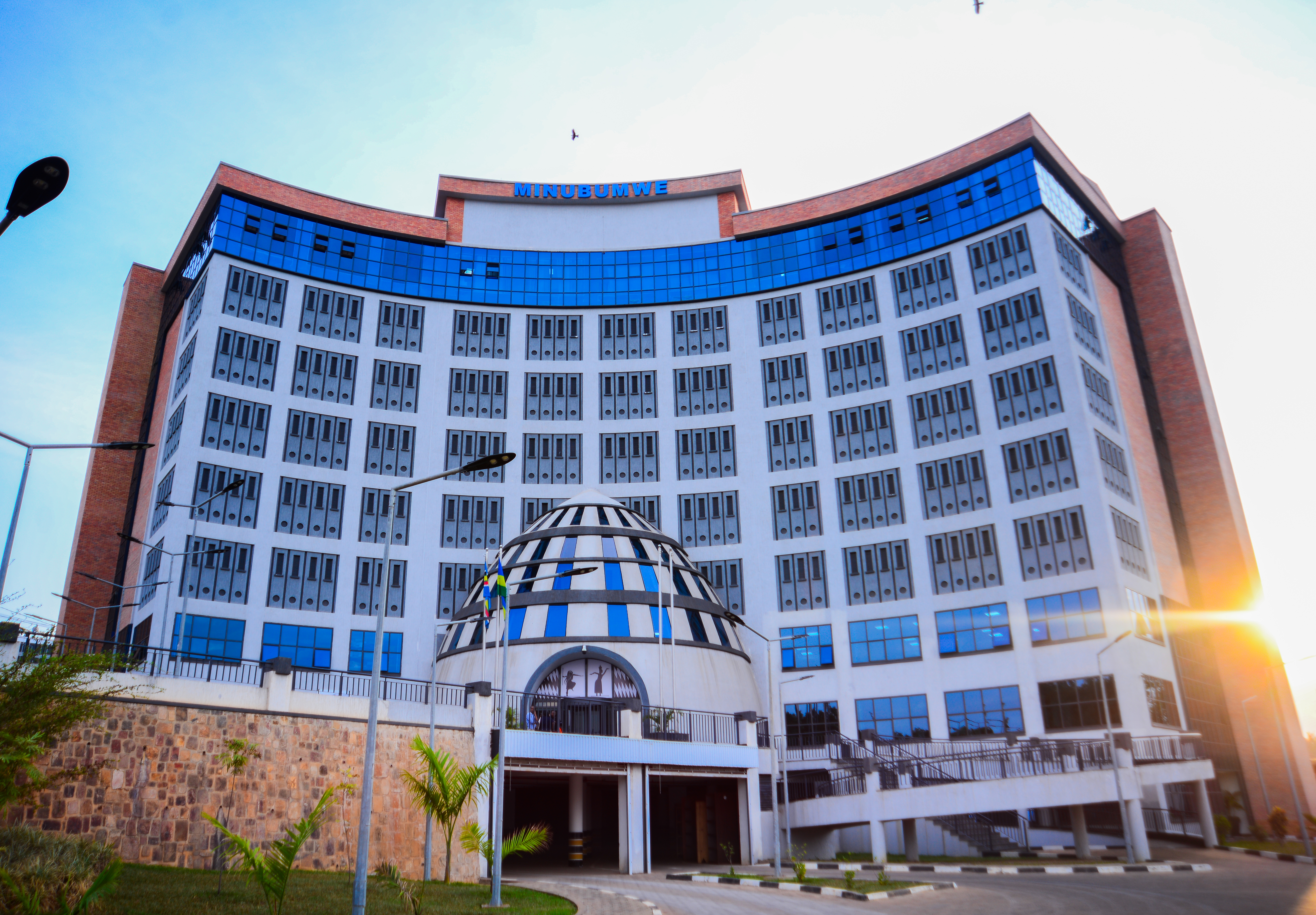
Ministry of National Unity and Civic Engagement

Das Ministry of National Unity and Civic Engagement (MINUBUMWE) ist ein Ministerium „für nationale Einheit und bürgerschaftliches Engagement“ der Regierung Ruandas. Aufgabe der Behörde ist es, das „historische Gedächtnis zu bewahren, die nationale Einheit zu stärken sowie staatsbürgerliche Bildung und Kultur zu fördern“.

## Leitung
Der Hauptsitz befindet sich im Distrikt Gasabo in Kigali. Behördenleiter und Regierungsminister ist Jean-Damascène Bizimana. Ständiger Sekretär ist Eric U. Mahoro.

## Geschichte
Das Ministerium wurde im Juli 2021 gegründet.